# 董趙洪娉
董趙洪娉，JP（1936年5月6日—），本名趙洪娉，於香港出生及長大，專業為護理學，香港前任行政長官董建華夫人。

## 生平
董趙洪娉在1937年於西營盤贊育醫院出生，祖籍廣東新會滘頭人，父親趙卓如為建築師，有三名妻子，趙洪娉為二太太所出。趙洪娉在香港時曾就讀敦梅學校（1949年小六）及聖保羅男女中學，後來到英國讀護理學。趙洪娉22歲時跟董建華在英國訂婚，兩年後，即1961年完婚。婚後兩人一直居住海外直至1969年。趙洪娉和前行政長官董建華有二子一女。趙洪娉長期為香港紅十字會義務工作，曾為香港紅十字會會長，現為贊助人。
1998年11月一次坐飛機時，董趙洪娉被乘客投訴：她著令空姐把較闊的A1機位（正確名稱實為1A）讓給她，並反問其他乘客「你知唔知我係邊個？」（你知道我是誰嗎？）。結果董趙洪娉被起了一個別名——「A1」。
2003年元旦，因為歡度新年的香港人群遺留大量垃圾，董太在出席清潔行動時語氣激動地說：「香港社會為什麼會這樣？朋友問我，我卻問誰......」，又批評時下年青人沒有公民責任，被指言行過激。
2003年4月，SARS疫症爆发期间，董趙洪娉穿著全副防生化裝備到牛頭角下邨探訪。記者拍下全副武裝的董太提醒素衣的老婆婆切記要洗手，形成極大對比，場面惹笑，故被稱「幪面超人裝」，形容為「穿皮草到貧民窟派麵包」。
趙洪娉在SARS疫症期間，公開說出「千祈千祈千祈，洗手洗手洗手」（務必務必務必，洗手洗手洗手），由於句子結構獨特，成為港人一時的話題。
在董建華任特首期間，董太主理香港禮賓府（前港督府）的慈善宴會，並在2005年6月撤離禮賓府前出了一本關於禮賓府歷史的書《香港禮賓府》。